# Forlì Challenger
Il Forlì Challenger, nome ufficiale Forlì Open e in precedenza Internazionali di Tennis Città di Forlì e Città di Forlì, è un torneo professionistico di tennis giocato sui campi del Tennis Club Villa Carpena di Forlì, in Italia. Fa parte del circuito Challenger e si gioca dal 2020.

## Storia
Le prime due edizioni si sono disputate nel settembre 2020 e nel giugno 2021 sui campi in terra rossa del club, con il nome "Internazionali di Tennis Città di Forlì" e l'organizzazione affidata alla MEF tennis events. Dopo queste prime due edizioni, l'organizzazione è stata assegnata alla Asd Tennis Lab/Nen Events di Biella. Per le successive due edizioni del novembre e dicembre del 2021 e per le prime cinque edizioni del 2022, tutte disputate sui campi indoor del circolo, il torneo ha preso il nome "Città di Forlì". La sesta edizione del 2022 si è giocata sui campi in terra rossa e ha preso il nome "Forlì Open".

## Albo d'oro

### Singolare
| Anno     | Campione        | Finalista           | Punteggio        |
| -------- | --------------- | ------------------- | ---------------- |
| 2022 (6) | Lorenzo Musetti | Francesco Passaro   | 2-6, 6-3, 6-2    |
| 2022 (5) | Jack Draper     | Alexander Ritschard | 3-6, 6-3, 7–6(8) |
| 2022 (4) | Jack Draper     | Tim van Rijthoven   | 6-1, 6-2         |
| 2022 (3) | Pavel Kotov     | Quentin Halys       | 7-5, 6(5)–7, 6-3 |
| 2022 (2) | Jack Draper     | Jay Clarke          | 6-3, 6-0         |
| 2022 (1) | Luca Nardi      | Sasikumar Mukund    | 6-3, 6-1         |
| 2021 (3) | Pavel Kotov     | Andrea Arnaboldi    | 6-4, 6-3         |
| 2021 (2) | Maxime Cressy   | Matthias Bachinger  | 6-4, 6-2         |
| 2021 (1) | Mats Moraing    | Quentin Halys       | 3-6, 6-1, 7-5    |
| 2020     | Lorenzo Musetti | Thiago Monteiro     | 7–6(2), 7–6(5)   |

### Doppio
| Anno     | Campioni                                     | Finalisti                             | Punteggio           |
| -------- | -------------------------------------------- | ------------------------------------- | ------------------- |
| 2022 (6) | Nicolás Barrientos Miguel Ángel Reyes Varela | Sadio Doumbia Fabien Reboul           | 7-5, 4-6, [10-4]    |
| 2022 (5) | Marco Bortolotti Vitaliy Sachko              | Victor Vlad Cornea Fabian Fallert     | 7–6(5), 3-6, [10-5] |
| 2022 (4) | Victor Vlad Cornea Fabian Fallert            | Antonio Šančić Igor Zelenay           | 6-4, 3-6, [10-2]    |
| 2022 (3) | Victor Vlad Cornea Fabian Fallert            | Jonáš Forejtek Jelle Sels             | 6-4, 6(6)–7, [10-7] |
| 2022 (2) | Sadio Doumbia Fabien Reboul                  | Nicolás Mejía Alexander Ritschard     | 6-2, 6-3            |
| 2022 (1) | Marco Bortolotti Arjun Kadhe                 | Michael Geerts Alexander Ritschard    | 7–6(5), 6-2         |
| 2021 (3) | Alexander Erler Lucas Miedler                | Sergio Martos Gornés Marco Bortolotti | 6-4, 6-2            |
| 2021 (2) | Antonio Šančić Tristan-Samuel Weissborn      | Lukáš Rosol Vitaliy Sachko            | 7–6(4), 4-6, [10-7] |
| 2021 (1) | Sergio Galdós Orlando Luz                    | Pedro Cachín Camilo Ugo Carabelli     | 7-5, 2-6, [10-8]    |
| 2020     | Tomislav Brkić Nikola Ćaćić                  | Andrej Golubev Andrea Vavassori       | 3-6, 7-5, [10-3]    |